# Anais (Ponte de Lima)
Anais é uma povoação portuguesa sede da Freguesia de Anais do Município de Ponte de Lima, freguesia com 7,66 km² de área e 1027 habitantes (censo de 2021), tendo, por isso, uma densidade populacional de  134,1 hab./km².
É a freguesia que serve de fronteira com o Município de Vila Verde tendo como referências o Anais Futebol Clube. As romarias religiosas são o Senhor do Bom Jesus, em maio, e a Senhora dos Emigrantes, em agosto.

## História
A freguesia de Anais esteve, em tempos, dividida por dois concelhos: duas partes da freguesia pertenciam ao concelho de Penela do Minho com sede na freguesia de Portela das Cabras, e o restante ao concelho de Albergaria de Penela, extinto em 1837, do qual era a sede. O concelho de Penela do Minho foi também extinto em 24 de outubro de 1855, passando nessa mesma data a freguesia de Santa Marinha de Anais a pertencer ao concelho (atual município) de Ponte de Lima.

## Demografia
A população registada nos censos foi:
| Distribuição da População por Grupos Etários | Distribuição da População por Grupos Etários | Distribuição da População por Grupos Etários | Distribuição da População por Grupos Etários | Distribuição da População por Grupos Etários |
| -------------------------------------------- | -------------------------------------------- | -------------------------------------------- | -------------------------------------------- | -------------------------------------------- |
| Ano                                          | 0-14 Anos                                    | 15-24 Anos                                   | 25-64 Anos                                   | > 65 Anos                                    |
| 2001                                         | 199                                          | 247                                          | 542                                          | 188                                          |
| 2011                                         | 160                                          | 129                                          | 592                                          | 192                                          |
| 2021                                         | 151                                          | 111                                          | 535                                          | 230                                          |

## Geografia
A freguesia encontra-se na margem direita do rio Neiva.

## Lugares
Agrela, Agueiros, Albergaria, Asnais, Barreiros, Barrosa, Boavista, Bom Jesus, Bouça, Cadém, Cadramouça, Caramace, Carrapata, Carreiro-Cova, Carvalhinhos, Casas, Casas Novas, Castelo, Celeirô, Corveira, Corvos, Costeira, Cotinho, Coto, Cruz, Cruzeiro, Devesa, Esporão, Feteira, Fonte, Fontelo, Gaião, Gândara, Gramas, Igreja, Insua, Lagoeira, Luso, Merouços, Mouro, Outrêlo, Pedra da Cruz, Pereiro, Raínho, Sobreval, Souto, Souto de Rei, Talho, Turrão, Valas, Vale, Várzea de Mouro, Varziela, Veiga, Venda e Xisto.